# Pteropus mahaganus
La volpe volante di Sanborn (Pteropus mahaganus Sanborn, 1931) è un pipistrello appartenente alla famiglia degli Pteropodidi, endemico delle Isole Salomone.

## Descrizione

### Dimensioni
Pipistrello di grandi dimensioni, con lunghezza dell'avambraccio tra 131,8 e 153,3 mm, la lunghezza della testa e del corpo tra 200 e 225 mm, un peso fino a 520 g ed un'apertura alare fino a 1,054 m.

### Aspetto
Il colore del dorso è marrone scuro densamente cosparso di peli argentati, mentre le parti ventrali sono giallo-brunatre intense. Le spalle sono più chiare delle parti ventrali. La testa è ricoperta di lunghi peli brunastri. Le orecchie sono lunghe ed arrotondate. Le ali sono attaccate sul dorso nella regione lombare. I maschi hanno un ciuffo di peli color ruggine intorno a delle ghiandole situate sui lati del collo. È privo di coda, mentre l'uropatagio è ridotto ad una sottile membrana lungo la parte interna degli arti inferiori. La dentatura è insolitamente delicata.

## Biologia

### Alimentazione
Sono stati osservati mentre si cibano di infiorescenze della Palma da cocco durante la notte. La particolare dentatura indica che questa specie si ciba principalmente di nettare.

### Riproduzione
Alcune femmine che allattavano sono state catturate nei mesi di marzo ed aprile.

## Distribuzione e habitat
L'areale di questa specie è ristretto ad alcune delle Isole Salomone: Buka, Bougainville, Choiseul, Tanabuli, San Jorge e Santa Isabel.

## Tassonomia
In accordo alla suddivisione del genere Pteropus effettuata da Andersen, P. mahaganus è stato inserito successivamente nello P. scapulatus species Group, insieme a P. scapulatus stesso, P. gilliardorum e P. woodfordi. Tale appartenenza si basa sulle caratteristiche di non avere un ripiano basale nei premolari e di avere denti masticatori eccessivamente ridotti.
Altre specie simpatriche dello stesso genere: P. admiralitatum e P. rayneri.

## Conservazione
La IUCN Red List, considerata la ristrettezza del suo areale ed il progressivo declino del suo habitat forestale, classifica P. mahaganus come specie vulnerabile (VU).